# Lowville (New York)
Ne doit pas être confondu avec le village de Lowville, siège du comté de Lewis..
Lowville est une ville située dans le comté de Lewis, dans l'État de New York, aux États-Unis,. En 2010, elle comptait une population de 4 982 habitants.

## Démographie
Lors du recensement de 2010, la ville comptait une population de 4 982 habitants. Elle est estimée, en 2016, à 4 915 habitants.